# Sean S. Cunningham
Sean Sexton Cunningham (Nova Iorque, dezembro de 1941) é um diretor de cinema, produtor cinematográfico e roteirista norte-americano. Conhecido por trabalhar em vários filmes de terror desde o início da década de 1970, ele dirigiu o longa-metragem Friday the 13th (1980), um grande sucesso de bilheteria que originou uma extensa cinessérie e apresentou ao público o assassino fictício Jason Voorhees, o qual tornou-se um dos personagens mais populares do cinema de terror.

## Primeiros anos e educação
Cunningham nasceu em Nova Iorque e cresceu em Connecticut. Graduou-se Bacharel em Artes (BA) pela Franklin & Marshall College e, posteriormente, obteve um mestrado em belas-artes (MFA) pela Universidade de Stanford. Após concluir seus estudos, trabalhou como gerente em várias companhias teatrais, entre elas o Lincoln Center de Nova Iorque, o Mineola Theatre em Long Island e o Oregon Shakespeare Festival, este último onde ele estudou durante um breve período.

## Carreira
No final dos anos 1960, enquanto trabalhava em uma produtora de comerciais, documentários e longas-metragens variados em Nova Iorque, Cunningham dirigiu seus primeiros filmes, dois pseudodocumentários softcore. O primeiro, The Art of Marriage, foi lançado em 1970; o segundo, Together, estrelado por Marilyn Chambers, estreou no ano seguinte em um cinema da Times Square e foi sucesso de público, permanecendo em exibição por 31 semanas. Nessa época, ele conheceu o então diretor iniciante Wes Craven, com quem colaborou como produtor em The Last House on the Left (1972), um controverso filme de terror apelativo. No final da década de 1970, dirigiu as comédias infantis Here Comes the Tigers e Manny's Orphans; ambas foram lançadas em 1978 e fracassaram comercialmente.
Percebendo que teria prejuízo se continuasse a investir no cinema infantil, Cunningham decidiu retornar ao universo do horror. Ele se juntou ao roteirista Victor Miller e ao especialista em efeitos especiais Tom Savini para criar um filme de terror cujo título remetesse a uma data marcante e tivesse tanto apelo com o público quanto Halloween, grande sucesso de 1978 dirigido por John Carpenter. Com base em certos elementos narrativos daquele filme, Cunningham e sua equipe chegaram ao conceito de Friday the 13th, que foi lançado em 1980 e se tornou um dos maiores êxitos de bilheteria daquele ano, introduzindo o personagem Jason Voorhees no cinema de horror. O cineasta produziu vários outros filmes do gênero ao longo da década de 1980, tais como House (1986) e sua sequência House 2: The Second Story (1982).
Friday the 13th originou uma franquia de 12 filmes e, além do original, Cunningham teve envolvimento em quatro deles: Jason Goes to Hell: The Final Friday, Jason X, Freddy vs. Jason e o reboot de 2009. Ele anunciou em 2013 que produziria uma adaptação do filme para uma série da The CW e também produziu Friday the 13th: The Game. É fundador e diretor executivo da produtora Crystal Lake Entertainment, membro do Directors Guild of America e, em 2015, juntou-se ao projeto Hollywood Horror Museum, uma organização sem fins lucrativos com objetivo de educar sobre diversos aspectos do terror no entretenimento, nas artes e na cultura pop.
A partir de 2016, Cunningham e Miller, roteirista do filme original da série Friday the 13th, envolveram-se em uma complexa disputa judicial pelo controle dos direitos da franquia. Miller entrou com um pedido de rescisão de direitos autorais sobre o roteiro, o que lhe permitiria uma compensação monetária para os futuros projetos da franquia. Um tribunal decidiu a favor do escritor, mas Cunningham reivindicou os direitos para si, argumentando que Miller foi apenas contratado por ele para escrever o longa-metragem. Em razão desse processo legal, não houve lançamento oficial de um novo filme da série Friday the 13th desde 2009.

## Vida pessoal
Na época da produção de Friday the 13th, o cineasta estava casado com Susan Elaine Cunningham (1946-2018), que foi editora associada do filme original. Ela trabalhou como editora principal em Friday the 13th Part 2 (1981) e editou dois outros filmes dirigidos por Sean: A Stranger Is Watching (1982) e Spring Break (1983); além disso, trabalhou como figurinista em The Last House on the Left (1972). Sean e Susan se casaram em Westport, Connecticut, divorciaram-se posteriormente, mas continuaram amigos por muitos anos até a morte dela. Eles tiverem quatro filhos (Noel, Jessica, Chelsea e Christina) e três netos.

## Filmografia

### Cinema
| Ano  | Título                               | Função                         | Notas                                                                            | Ref.   |
| ---- | ------------------------------------ | ------------------------------ | -------------------------------------------------------------------------------- | ------ |
| 1970 | The Art of Marriage                  | Diretor                        | Pseudodocumentário                                                               | [ 8 ]  |
| 1971 | Together                             | Diretor, produtor, roteirista  | Pseudodocumentário                                                               | [ 10 ] |
| 1972 | The Last House on the Left           | Produtor                       | Títulos alternativos: Night of Vengeance, Grim Company, Sex Crime of the Century | [ 21 ] |
| 1974 | Case of the Full Moon Murders        | Diretor, produtor              | Títulos alternativos: Case of the Smiling Stiffs, Sex on the Groove Tube         | [ 6 ]  |
| 1978 | Here Come the Tigers                 | Diretor, produtor              |                                                                                  | [ 6 ]  |
| 1978 | Manny's Orphans                      | Diretor, produtor              | Título alternativo: Kick (relançamento de 1979)                                  | [ 6 ]  |
| 1980 | Friday the 13th                      | Diretor, produtor              |                                                                                  | [ 6 ]  |
| 1982 | A Stranger Is Watching               | Diretor                        |                                                                                  | [ 6 ]  |
| 1983 | Spring Break                         | Diretor, produtor              |                                                                                  | [ 6 ]  |
| 1984 | A Nightmare on Elm Street            | Diretor em cena de perseguição | Não creditado                                                                    | [ 6 ]  |
| 1985 | The New Kids                         | Diretor, produtor              | Título alternativo: Striking Back                                                | [ 6 ]  |
| 1986 | House                                | Produtor                       | Título alternativo: House: Ding Dong, You're Dead                                | [ 6 ]  |
| 1987 | House 2: The Second Story            | Produtor                       | Título alternativo: House II                                                     | [ 22 ] |
| 1988 | The Taste of Hemlock                 | Produtor                       | Título alternativo: Taste of Hemlock                                             | [ 23 ] |
| 1989 | DeepStar Six                         | Diretor, produtor              | Título alternativo: Deep Star Six                                                | [ 6 ]  |
| 1989 | The Horror Show                      | Produtor                       | Títulos alternativos: Horror House, House 3, House III: The Horror Show          | [ 6 ]  |
| 1992 | House IV                             | Produtor                       | Títulos alternativos: House IV: Home Deadly Home, House IV: The Repossession     | [ 6 ]  |
| 1993 | Jason Goes to Hell: The Final Friday | Produtor                       | Título alternativo: Friday the 13th IX                                           | [ 6 ]  |
| 1993 | My Boyfriend's Back                  | Produtor                       | Título alternativo: Johnny Zombie                                                | [ 6 ]  |
| 2001 | XCU: Extreme Close Up                | Diretor, produtor              |                                                                                  | [ 6 ]  |
| 2001 | Jason X                              | Produtor executivo             |                                                                                  | [ 6 ]  |
| 2003 | Freddy vs. Jason                     | Produtor                       |                                                                                  | [ 6 ]  |
| 2006 | Trapped Ashes                        | Diretor                        | Segmento: "Jibaku"                                                               | [ 24 ] |
| 2009 | Friday the 13th                      | Produtor                       |                                                                                  | [ 12 ] |
| 2009 | The Last House on the Left           | Produtor                       |                                                                                  | [ 25 ] |
| 2015 | The 'Thing'                          | Diretor, corroteirista         | Curta-metragem                                                                   | [ 26 ] |
| 2017 | The Nurse with the Purple Hair       | Diretor, produtor              | Documentário                                                                     | [ 27 ] |

### Televisão
| Ano  | Título                             | Função                      | Notas     | Ref.  |
| ---- | ---------------------------------- | --------------------------- | --------- | ----- |
| 2000 | Mario Bava: Maestro of the Macabre | Convidado                   | Especial  | [ 6 ] |
| 2002 | Terminal Invasion                  | Diretor, produtor executivo | Telefilme | [ 6 ] |